# Lakuntza
Lakuntza är en kommun i Spanien.   Den ligger i provinsen Provincia de Navarra och regionen Navarra, i den nordöstra delen av landet, 300 km nordost om huvudstaden Madrid. Antalet invånare är 1 252. Arean är 11,1 kvadratkilometer.
Terrängen i Lakuntza är kuperad norrut, men söderut är den platt.